# Хортон, Макс Кеннеди
Сэр Макс Кеннеди Хортон (англ. Max Kennedy Horton, 29 ноября 1883 − 30 июля 1951) — британский адмирал, подводник, в Первую мировую войну командир подводной лодки E9, во Вторую Мировую — командовал подводными силами Великобритании, затем занимал должность командующего Западными подходами.
По традиции британских морских семей, поступил на флот в юном возрасте: 15 сентября 1898 года, в качестве кадета на HMS Britannia (Дартмут). В 1903 году получил первое офицерское звание сублейтенанта.

## Первая мировая война
К началу войны был командиром лодки E9 в звании лейтенант-коммандера. 13 сентября 1914 обнаружил и потопил бронепалубный крейсер «Хела». Потопление имело большой общественный резонанс. Через две недели потопил эсминец S116. За эти победы был награждён орденом «За выдающиеся заслуги». Тогда же начал традицию британских подводников поднимать при возвращении в базу Весёлый Роджер в честь победы.

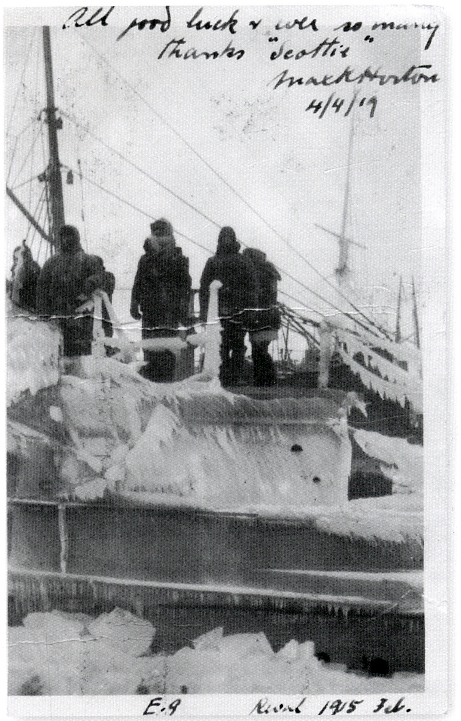
E9 в Ревеле, февраль 1915

В числе 3 других лодок отправлен на Балтику, куда прибыл, прорвав оборону Датских проливов. 31 декабря 1914 года произведён в коммандеры. Кампанию начал в январе 1915 года. Действовал против транспортов, перевозящих железную руду и германских боевых кораблей. Потопил эсминец. В июле 1915 года повредил броненосный крейсер Принц Адальберт. За это Николай II наградил его орденом Святого Георгия IV степени. До прихода лейтенант-коммандера Кроми исполнял обязанности командующего флотилии английских лодок на Балтике, затем отозван в Англию.
В 1917 году получил первую планку к ордену «За выдающиеся заслуги». Закончил войну, служа на Северном море.

## Межвоенный период
Командовал легким крейсером HMS Conquest (1922−1924), затем линкором HMS Resolution (1930). В 1920 году получил вторую планку к ордену «За выдающиеся заслуги». В 1926—1928 годах помощник директора Адмиралтейства по мобилизации. 17 октября 1932 произведён в контр-адмиралы, держал флаг на линкоре HMS Malaya. В 1933—1935 годах командир 2-й линейной эскадры. С 1935 года командир 1-й крейсерской эскадры, держал флаг на тяжёлом крейсере HMS London. В 1937 году произведен в вице-адмиралы, командующий Резервным флотом.

## Вторая мировая война

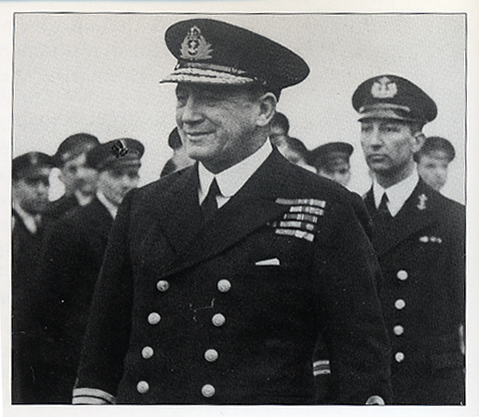
Вице-адмирал Хортон, в качестве Командующего подводными лодками метрополии

Немедленно с началом войны вызвался и был направлен на службу. В 1939—1940 годах командующий Северного патруля — соединения, отвечавшего за блокаду Северного моря по линии Норвегия — Шетландские острова — Фарерские острова — Исландия.
В январе 1940 года принял командование подводными лодками метрополии, со штабом в Абердуре, Шотландия, хотя эта должность была ему низка по рангу. Назначение было вызвано правилом, по которому командующим подводных сил мог быть только офицер, бывший подводником в Первую мировую войну. По утверждению биографа, это свежее правило было введено специально с прицелом на Хортона. Вскоре он перенёс штаб в северные пригороды Лондона. Под его командованием лодки патрулировали Скагеррак и немецкое побережье в попытке перехватить вторжение немцев в Норвегию. Когда участились выходы немецких лодок в Атлантику, подводники перенацелились на них.
9 января 1941 года он получил звание адмирала.
17 ноября 1942 года Хортон был назначен главнокомандующим Западными подходами. Очевидно, в самые тяжёлые месяцы битвы за Атлантику Кабинет решил, что бороться с подводниками должен подводник, причём известнейший. При нём конвоям начали придавать так называемые группы поддержки, не связанные ордером: по существу, противолодочные поисково-ударные группы. Имея больше свободы манёвра, они могли проверять возможные контакты и преследовать обнаруженные лодки. Надо напомнить, что такая мера стала возможна с увеличением числа противолодочных кораблей. Ещё в 1941 году она была бы просто неосуществима.
Хортон, как и его предшественник, сэр Перси Нобл, считается одним из творцов победы над немецкими подводными лодками.
В 1945 году он по собственному желанию вышел в отставку. В рапорте он указал причину: «чтобы дать дорогу молодым офицерам». Уже в отставке был награждён Большим крестом ордена Бани и церемониальной должностью герольда Ордена (англ. King of Arms of the Order of the Bath).
Во время Второй мировой войны вооружённый траулер Королевского флота носил имя HMS Commander Horton.

## Награды
- Медаль «За спасение жизни на море» (23 октября 1911 года)
- Орден «За выдающиеся заслуги» (21 октября 1914 года)
- Орден Святой Анны 2-й степени с мечами (март 1915 года, Россия)
- Орден Святого Георгия 4-й степени (15 ноября 1915 года, Россия)
- Орден Почётного легиона, кавалер (18 апреля 1916 года, Франция)
- Орден Святого Владимира 4-й степени с мечами и бантом (7 ноября 1916 года, Россия)
- Орден «За выдающиеся заслуги» (планка, 2 ноября 1917 года)
- Орден «За выдающиеся заслуги» (планка, 8 марта 1920 года)
- Орден Спасителя, командор (26 сентября 1933 года, Греция)
- Орден Бани, компаньон (4 июня 1934 года)
- Орден Бани, рыцарь-командор (2 января 1939 года)
- Орден Оранж-Нассау, Большой крест (12 мая 1942 года, Нидерланды)
- Орден Бани, Большой крест (14 июня 1945 года)
- Орден Почётного легиона, Великий офицер (Франция)
- Военный крест 1939—1945 с пальмовой ветвью (Франция)
- «Легион Почёта» степени главнокомандующего (28 мая 1946 года, США)
- Орден Святого Олафа, Большой крест (13 января 1948 года, Норвегия)